# Cleveland Browns 2006
La stagione 2006 dei Cleveland Browns è stata la 54ª della franchigia nella National Football League. I Browns erano stati una delle squadre più attive durante la free agency ed erano attesi ad essere una dei club più migliorati della stagione. La squadra invece terminò con un record di 4-12, mancando l'accesso ai playoff per il quarto anno consecutivo.

## Roster
|  | |  | |  | |  | |  |  |
|  | Quarterback - 3 Derek Anderson - 11 Ken Dorsey - 9 Charlie Frye Running backs - 34 Reuben Droughns - 35 Jerome Harrison - 42 Terrelle Smith FB - 47 Lawrence Vickers FB - 29 Jason Wright Wide receiver - 16 Josh Cribbs KR/PR - 17 Braylon Edwards - 84 Joe Jurevicius - 18 Kendrick Mosley - 86 Dennis Northcutt - 81 Travis Wilson Tight end - 87 Darnell Dinkins - 82 Steve Heiden - 80 Kellen Winslow II |  | Offensive linemen - 63 Joe Andruzzi G - 71 Kelly Butler T - 60 Cosey Coleman G - 70 Nat Dorsey T - 66 Hank Fraley C - 62 Lennie Friedman G/C - 77 Kevin Shaffer T - 50 Rob Smith T/G - 61 Isaac Sowells T - 65 Eric Steinbach G - 72 Ryan Tucker T Defensive linemen - 98 Nick Eason DT - 75 Simon Fraser DE/DT - 93 Orien Harris DT - 78 Ethan Kelley DT - 97 Alvin McKinley DE - 90 David McMillan DE - 96 Babatunde Oshinowo DT - 69 J'Vonne Parker DT - 99 Orpheus Roye DE/DT - 92 Ted Washington DT - 95 Kamerion Wimbley DE |  | Linebacker - 54 Andra Davis - 58 D'Qwell Jackson - 55 Willie McGinest LB/DE - 59 Clifton Smith - 56 Nick Speegle - 52 Matt Stewart - 51 Chaun Thompson - 53 Mason Unck - 94 Leon Williams Defensive back - 28 Leigh Bodden CB - 20 Ralph Brown CB - 38 Therrian Fontenot CB - 37 Mike Hawkins CB - 39 Daven Holly CB - 26 Sean Jones S - 33 Daylon McCutcheon - 31 Jereme Perry CB/S - 21 Brodney Pool S - 27 Brian Russell S Special team - 4 Phil Dawson K - 64 Ryan Pontbriand LS - 15Dave Zastudil P |  | Lista delle riserve - 24 Gary Baxter CB (IR) - 57 LeCharles Bentley C (IR) - 30 Antonio Perkins CB (IR) Rookie in corsivo |  |  |

## Calendario
| Stagione regolare |                    |                        |                    |                          |                    |                    |                    |
| Turno             | Data               | Avversario             | Risultato          | Stadio                   | Record             | Sintesi            | Pubblico           |
| 1                 | 10 settembre       | New Orleans Saints     | S 14–19            | Cleveland Browns Stadium | 0–1                | GameCenter         | 72,915             |
| 2                 | 17 settembre       | at Cincinnati Bengals  | S 17–34            | Paul Brown Stadium       | 0–2                | GameCenter         | 66,072             |
| 3                 | 24 settembre       | Baltimore Ravens       | S 14–15            | Cleveland Browns Stadium | 0–3                | GameCenter         | 72,474             |
| 4                 | 1 ottobre          | at Oakland Raiders     | V 24–21            | McAfee Coliseum          | 1–3                | GameCenter         | 61,426             |
| 5                 | 8 ottobre          | at Carolina Panthers   | S 12–20            | Bank of America Stadium  | 1–4                | GameCenter         | 73,520             |
| 6                 | Settimana di pausa | Settimana di pausa     | Settimana di pausa | Settimana di pausa       | Settimana di pausa | Settimana di pausa | Settimana di pausa |
| 7                 | 22 ottobre         | Denver Broncos         | S 7–17             | Cleveland Browns Stadium | 1–5                | GameCenter         | 73,024             |
| 8                 | 29 ottobre         | New York Jets          | V 20–13            | Cleveland Browns Stadium | 2–5                | GameCenter         | 72,507             |
| 9                 | 5 novembre         | at San Diego Chargers  | S 25–32            | Qualcomm Stadium         | 2–6                | GameCenter         | 65,558             |
| 10                | 12 novembre        | at Atlanta Falcons     | V 17–13            | Georgia Dome             | 3–6                | GameCenter         | 70,793             |
| 11                | 19 novembre        | Pittsburgh Steelers    | S 20–24            | Cleveland Browns Stadium | 3–7                | GameCenter         | 73,296             |
| 12                | 26 novembre        | Cincinnati Bengals     | S 0–30             | Cleveland Browns Stadium | 3–8                | GameCenter         | 72,926             |
| 13                | 3 dicembre         | Kansas City Chiefs     | V 31–28            | Cleveland Browns Stadium | 4–8                | GameCenter         | 71,927             |
| 14                | 7 dicembre         | at Pittsburgh Steelers | S 7–27             | Heinz Field              | 4–9                | GameCenter         | 55,246             |
| 15                | 17 dicembre        | at Baltimore Ravens    | S 17–27            | M&T Bank Stadium         | 4–10               | GameCenter         | 70,857             |
| 16                | 24 dicembre        | Tampa Bay Buccaneers   | S 7–22             | Cleveland Browns Stadium | 4–11               | GameCenter         | 69,603             |
| 17                | 31 dicembre        | at Houston Texans      | S 6–14             | Reliant Stadium          | 4–12               | GameCenter         | 70,097             |

Note: gli avversari della propria division sono in grassetto.

## Classifiche
| AFC North            |    |    |   |      |     |      |     |     |     |
|                      | V  | S  | P | %    | DIV | CONF | PF  | PS  | STR |
| (2) Baltimore Ravens | 13 | 3  | 0 | .813 | 5–1 | 10–2 | 353 | 201 | V4  |
| Cincinnati Bengals   | 8  | 8  | 0 | .500 | 4–2 | 6–6  | 373 | 331 | S3  |
| Pittsburgh Steelers  | 8  | 8  | 0 | .500 | 3–3 | 5–7  | 353 | 315 | V1  |
| Cleveland Browns     | 4  | 12 | 0 | .250 | 0–6 | 3–9  | 238 | 356 | S4  |